# کریادور

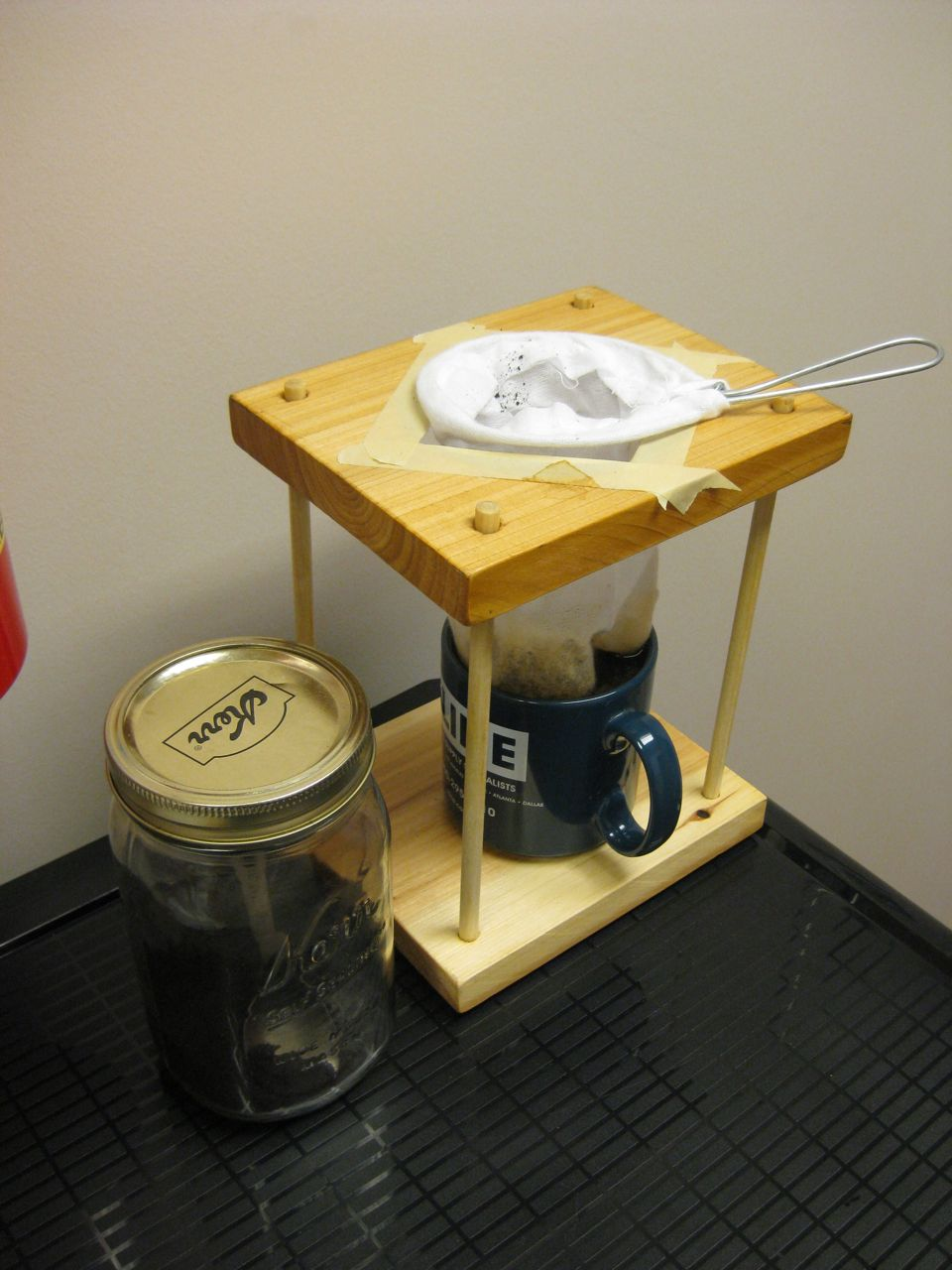
کریادور کاستاریکا

کریادور یک دستگاه قهوه‌ساز است که در کاستاریکا استفاده می‌شود که در آن آب داغ بر روی قهوه آسیاب‌شده که درون یک فیلتر قهوه که خود به روی یک پایه چوبی نصب شده، ریخته می‌شود و سپس عصاره به داخل ظرف می‌چکد.